# Horses: Patti Smith and Her Band
Horses: Patti Smith and Her Band je americký koncertní film z roku 2018. Zachycuje americkou zpěvačku Patti Smith a její doprovodnou skupinu při koncertech, které proběhly u příležitosti čtyřicátého výročí vydání její debutové desky nazvané Horses v losangeleském divadle Wiltern. Kromě zpěvačky ve filmu vystupují Lenny Kaye, Jay Dee Daugherty, Tony Shanahan, Jack Petruzzelli a její syn Jackson Smith. Coby host se představil též Flea, který hrál na baskytaru v písni „My Generation“. Záznam koncertu režíroval Steven Sebring a vedoucím producentem byl Jimmy Iovine. Sebring rovněž stojí za dokumentem o Patti Smith Dream of Life (2008). Film měl premiéru 23. dubna 2018 na festivalu Tribeca. Patti Smith po premiéře rovněž zahrála, a to s hosty Brucem Springsteenem a Michaelem Stipem.